# Morena Gallizio
Morena Gallizio (ur. 18 stycznia 1974 w Bolzano) – włoska narciarka alpejska, pięciokrotna medalistka mistrzostw świata juniorów.

## Kariera
Po raz pierwszy na arenie międzynarodowej pojawiła się w 1991 roku, startując na mistrzostwach świata juniorów w Geilo. Zdobyła tam srebrny medal w slalomie. Podczas rozgrywanych rok później mistrzostw świata juniorów w Mariborze była druga w supergigancie. Ponadto wywalczyła złoto w slalomie i kombinacji oraz srebro w gigancie podczas mistrzostw świata juniorów w Montecampione w 1993 roku.
W zawodach Pucharu Świata zadebiutowała 30 listopada 1991 roku w Lech, gdzie zajęła 23. miejsce w slalomie. Tym samym już w debiucie zdobyła pierwsze pucharowe punkty. Na podium zawodów PŚ po raz pierwszy stanęła 24 stycznia 1993 roku w Haus, kończąc slalom na trzeciej pozycji. W zawodach tych wyprzedziły ją jedynie Francuzka Patricia Chauvet i Austriaczka Anita Wachter. W kolejnych startach jeszcze dwa razy stanęła na podium: 14 marca 1993 roku w Hafjell była druga w kombinacji, a 12 grudnia 1993 roku w Veysonnaz zajęła drugie miejsce w slalomie. W sezonie 1993/1994 zajęła 12. miejsce w klasyfikacji generalnej. Ponadto w sezonie 1992/1993 była trzecia w klasyfikacji kombinacji.
Wystartowała na igrzyskach olimpijskich w Albertville w 1992 roku, gdzie zajęła 16. miejsce w kombinacji i 23. w supergigancie. Na rozgrywanych dwa lata później igrzyskach w Lillehammer była czwarta w kombinacji, przegrywając walkę o medal z Alenką Dovžan ze Słowenii o 0,07 sekundy. Na tej samej imprezie była też piąta w supergigancie, dziewiąta w slalomie i czternasta w zjeździe. Brała również udział w igrzyskach olimpijskich w Nagano w 1998 roku, zajmując 5. miejsce w kombinacji, 8. w slalomie i 26. w zjeździe. W międzyczasie zajęła czwarte miejsce w kombinacji podczas mistrzostw świata w Sestriere w 1997 roku, gdzie walkę o podium przegrała z Niemką Hilde Gerg o 0,22 sekundy. Kilka dni wcześnie była siódma w slalomie. Ponadto na mistrzostwach świata w Morioce w 1993 roku była piąta w slalomie.

## Osiągnięcia

### Igrzyska olimpijskie
| Miejsce | Dzień     | Rok  | Miejscowość | Konkurencja | Czas biegu | Strata     | Zwyciężczyni       |
| ------- | --------- | ---- | ----------- | ----------- | ---------- | ---------- | ------------------ |
| 16.     | 13 lutego | 1992 | Albertville | Kombinacja  | 2,55 pkt   | +90,66 pkt | Petra Kronberger   |
| 23.     | 18 lutego | 1992 | Albertville | Supergigant | 1:21,22    | +4,97      | Deborah Compagnoni |
| 5.      | 15 lutego | 1994 | Lillehammer | Supergigant | 1:22,15    | +0,58      | Diann Roffe        |
| 14.     | 19 lutego | 1994 | Lillehammer | Zjazd       | 1:35,93    | +2,01      | Katja Seizinger    |
| 4.      | 21 lutego | 1994 | Lillehammer | Kombinacja  | 3:05,16    | +1,55      | Pernilla Wiberg    |
| DNF1    | 24 lutego | 1994 | Lillehammer | Gigant      | 2:30,97    | -          | Deborah Compagnoni |
| 9.      | 26 lutego | 1994 | Lillehammer | Slalom      | 1:56,01    | +2,18      | Vreni Schneider    |
| 26.     | 16 lutego | 1998 | Nagano      | Zjazd       | 1:29,89    | +3,33      | Katja Seizinger    |
| 5.      | 17 lutego | 1998 | Nagano      | Kombinacja  | 2:40,74    | +1,78      | Katja Seizinger    |
| 8.      | 19 lutego | 1998 | Nagano      | Slalom      | 1:32,40    | +2,47      | Hilde Gerg         |

### Mistrzostwa świata
| Miejsce | Dzień     | Rok  | Miejscowość | Konkurencja | Czas biegu | Strata | Zwyciężczyni       |
| ------- | --------- | ---- | ----------- | ----------- | ---------- | ------ | ------------------ |
| 5.      | 9 lutego  | 1993 | Morioka     | Slalom      | 1:27,66    | +1,28  | Karin Buder        |
| 7.      | 5 lutego  | 1997 | Sestriere   | Slalom      | 1:43,88    | +2,22  | Deborah Compagnoni |
| 4.      | 15 lutego | 1997 | Sestriere   | Kombinacja  | 3:03,38    | +0,30  | Renate Götschl     |

### Mistrzostwa świata juniorów
| Miejsce | Dzień       | Rok  | Miejscowość   | Konkurencja | Czas biegu | Strata | Zwyciężczyni    |
| ------- | ----------- | ---- | ------------- | ----------- | ---------- | ------ | --------------- |
| 29.     | 11 kwietnia | 1991 | Geilo         | Zjazd       | 1:08,87    | +1,69  | Céline Dätwyler |
| 2.      | 14 kwietnia | 1991 | Geilo         | Slalom      | 1:20,21    | +1,54  | Urška Hrovat    |
| 6.      | 25 lutego   | 1992 | Maribor       | Zjazd       | 1:21,68    | +0,90  | Céline Dätwyler |
| 2.      | 26 lutego   | 1992 | Maribor       | Supergigant | 1:20,66    | +0,66  | Regina Häusl    |
| 20.     | 27 lutego   | 1992 | Maribor       | Gigant      | 1:56,37    | +4,40  | Regina Häusl    |
| 6.      | 29 lutego   | 1992 | Maribor       | Slalom      | 1:17,03    | +1,23  | Urška Hrovat    |
| 6.      | 29 lutego   | 1992 | Maribor       | Kombinacja  | ?          | ?      | Erika Hansson   |
| 1.      | 4 marca     | 1993 | Montecampione | Slalom      | 1:16,22    | -      | -               |
| 11.     | 5 marca     | 1993 | Montecampione | Supergigant | 1:39,23    | +1,94  | Isolde Kostner  |
| 2.      | 7 marca     | 1993 | Montecampione | Gigant      | 2:06,03    | +0,21  | Karin Roten     |
| 1.      | 7 marca     | 1993 | Montecampione | Kombinacja  | ?          | -      | -               |

### Puchar Świata

#### Miejsca w klasyfikacji generalnej
- sezon 1991/1992: 66.
- sezon 1992/1993: 12.
- sezon 1993/1994: 11.
- sezon 1994/1995: 59.
- sezon 1995/1996: 86.
- sezon 1996/1997: 56.
- sezon 1997/1998: 37.
- sezon 1998/1999: 94.

#### Miejsca na podium
1. Haus – 24 stycznia 1993 (slalom) – 3. miejsce
2. Hafjell – 14 marca 1993 (kombinacja) – 2. miejsce
3. Veysonnaz – 12 grudnia 1993 (slalom) – 2. miejsce